# Hypanthidioides ornata
Hypanthidioides ornata là một loài Hymenoptera trong họ Megachilidae. Loài này được Urban mô tả khoa học năm 1997.